# Vinson Massif
Vinson Massif (také Mount Vinson) je nejvyšší vrchol Antarktidy. Nachází se přibližně 1200 kilometrů od Jižního pólu, na stejném poledníku jako Nikaragua. V nadmořské výšce 4892 metrů je nejvyšší místo Mount Vinson, takto označené US-ACAN v roce 2006. Masiv je přibližně 21 kilometrů dlouhý a 13 km široký. Na jižním konci je masiv zakončen vrcholem Mount Craddock (4368 m n. m.), nejvyšším vrcholem jižní části je však Mount Rutford (4477 m n. m.).
Vinson Massif leží v hřebeni Sentinel pohoří Ellsworth. Hřeben Sentinel byl poprvé ze vzduchu zpozorován a fotografován 23. listopadu 1935.
Vrchol je pojmenován podle amerického kongresmana ze státu Georgie Carla G. Vinsona, který významně podporoval průzkum Antarktidy. Objeven byl náhodou v lednu 1958, kdy jej spatřila posádka letadla US Navy ze stanice Byrd Station.

## Výška

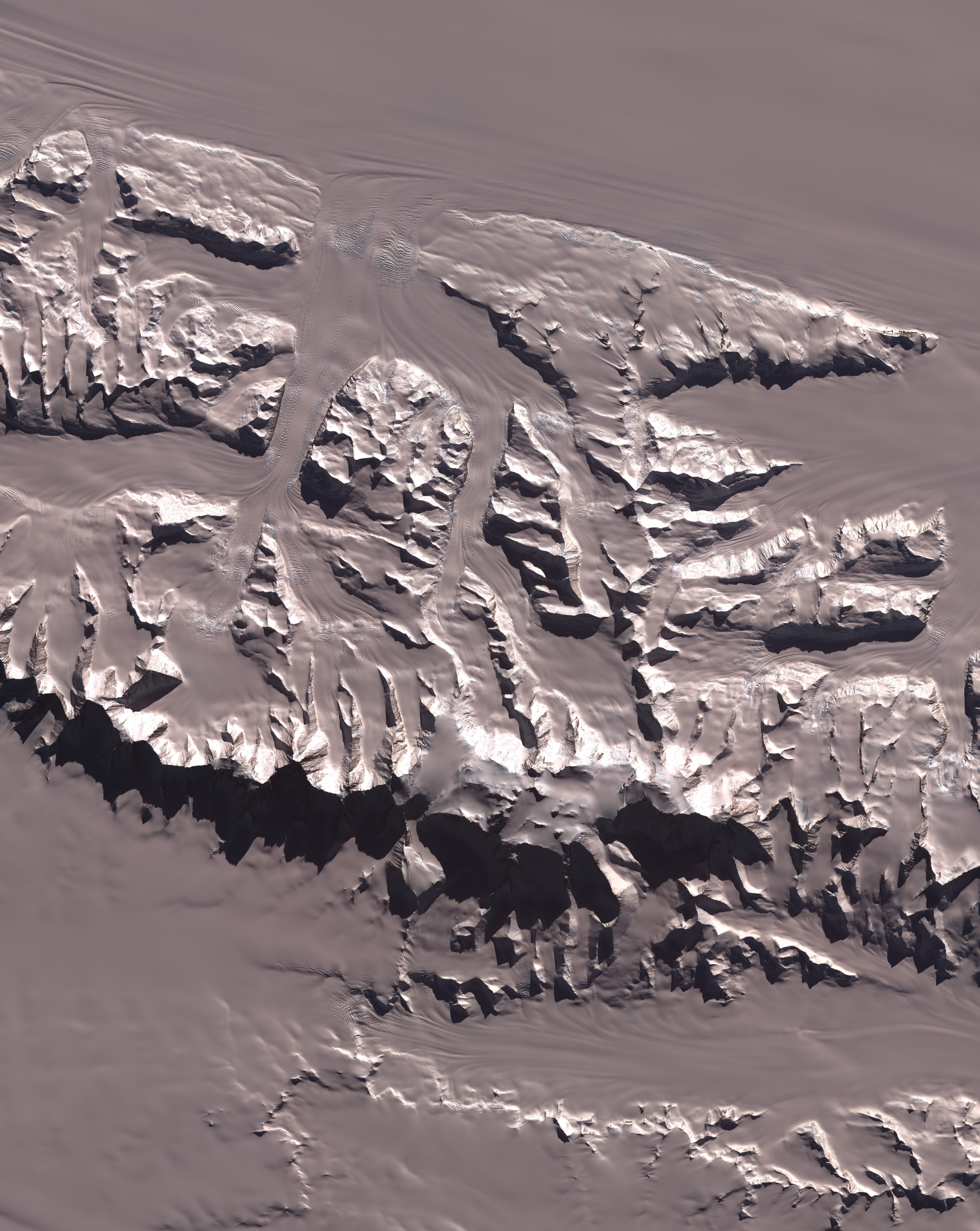
Foto ze satelitu NASA

Údaje o výšce se liší. První měření nadmořské výšky proběhla v roce 1959 s výsledkem 5140 metrů. V sezóně 1979–1980 tým amerických horolezců doplněný dvěma německými a jedním sovětským horolezcem dosáhl vrcholu a umístil zde červenou vlajku a lyžařskou tyčku, která pomohla ke stanovení přesnějšího měření 4897 m n. m.
V lednu 2001 tým sponzorovaný seriálem NOVA (produkce WGBH Boston) poprvé vystoupal na vrchol jižní stěnou a pomocí GPS zjistil novou výšku 4900,3 m n. m.
Současná výška (4892 m n. m.) pochází z měření pomocí GPS, které v roce 2004 provedl tým Omega Foundation Australana Damiena Gildea a Rodriga Fica a Camila Rada z Chile. V roce 1998 a v roce 2007 umístila Omega Foundation na vrchol GPS přijímač, pomocí nějž mají být získána přesnější data.